# ホーレス・ホースカラー
ホーレス・ホースカラー（Horace Horsecollar）は、1928年にウォルト・ディズニー・アニメーション・スタジオで生まれたディズニーキャラクターである。ウマをモチーフとしたキャラクターで、目立ちたがり屋な性格を持つ。ミッキーマウスの親友の一人であり、ドナルドダックやグーフィーがメインキャラクターとして定着する以前は、ミッキーの相棒として多くの作品に登場していた。特にディズニー初期のモノクロ短編映画では重要な役割を果たし、普通のウマとしての姿から人間に近いキャラクターへと変身する描写が見られた。
ホーレスは1929年の短編作品『ミッキーの畑仕事』でミッキーの耕馬として初登場した。同年末には『ミッキーの浮かれ音楽団』にも登場し、その後クララベル・カウやクララ・クラックとともにディズニー作品における脇役の常連となった。1931年の『ビーチパーティー』や1934年の『キャンプ・アウト』などでは、より重要な役割を担っている。近年では、テレビシリーズ『ミッキーマウス・ワークス』『ハウス・オブ・マウス』『ミッキーマウス!』『ミッキーマウス ミックス・アドベンチャー』などに登場している。

## アニメーション
ホーレス・ホースカラーは1930年から1932年にかけてアニメーション作品に頻繁に登場したが、その後登場回数が減少し、1942年のオリジナル短編を最後に姿を消した。この短編でホーレスの声を担当した声優については不明である。
初期のホーレスは、ミッキーの四足歩行の耕馬として登場したが、後ろ足で直立歩行したり、前足を手袋をはめた手のように使ったりすることができた。また、四足歩行に戻ることも自由自在だった。出演した30本以上の作品ではほとんどが脇役としての登場だった。初期の『ディッピー・ドーグ』で描かれたグーフィーのように、ホーレスの体はゴムチューブのような柔軟な動きをする特徴を持っていた。クララベル・カウとともに、通常の使役動物から擬人化されたキャラクターへと変化する能力を備えていた。完全に擬人化されたウマとして初めて登場したのは1930年の短編『シンディグ』で、この作品ではクララベルとの最初のラブシーンも描かれた。
ホーレスが最大の役割を果たしたのは、1934年の短編『キャンプ・アウト』で、ここでは主役として登場した。
1930年にディズニー・スタジオを去ったアブ・アイワークスは、自身のスタジオでホーレスに似たラバのキャラクター「オレイス」を制作した。
他の多くのディズニーキャラクターと同様に、ホーレスも後に『ミッキーのクリスマスキャロル』（1983年）や『ロジャー・ラビット』（1988年）でカメオ出演している。1990年の『ミッキーの王子と少年』では、王子（ミッキーの替え玉）の石頭な家庭教師として登場し、大きな役割を果たした。
テレビシリーズ『ハウス・オブ・マウス』では、クラブの技術者として繰り返し登場し、観客のために機械を操作したりアニメに出演したりしていた。
1990年以来、ホーレスの声はビル・ファーマーが担当している。ファーマーは『ミッキーの王子と少年』の収録中に監督から即座に依頼され、その場でホーレスの声を確立した。監督から求められた「貴族的でスノッブな雰囲気」を表現するため、ファーマーはベン・スタインとジム・バッカスを参考にしたという。
1990年代には、『ディズニー・アフターヌーン』向けに制作予定だったテレビシリーズ『マキシマム・ホースパワー』でホーレスが登場する計画があった。このシリーズでは、1930年代後半に彼がアニメから姿を消した理由を描く予定だった。設定では、1939年にホーレスが脇役としての役割に不満を抱き、ミッキーが『ファンタジア』の一部に出演することを知り、自らも出演を求めるためウォルト・ディズニーのオフィスを訪れるというものだった。しかしその途中でエイリアンに拉致され、彼らの星でヒーローとしての役割を求められ、銀河の反対側へ連れて行かれるという内容だった。『マキシマム・ホースパワー』の企画は最終的に実現しなかった。
その後、ホーレスは2013年のテレビシリーズ『ミッキーマウス!』や『ミッキーマウスとロードレーサーズ』にレギュラーキャラクターとして登場した。ここでは、キザなスペイン出身のレーサーとして描かれ、「ヒヒン」と鳴く特徴的なキャラクターとして親しまれている。

## 出演

### 短編作品

#### クララベル・カウとともに
1. ミッキーの畑仕事（英語版）（1929年）
2. バーンヤード・コンサート（英語版）（1930年）
3. シンディグ（英語版）（1930年）
4. ミッキーの幌馬車時代（英語版）（1930年）
5. バースデー・パーティー（英語版）（1931年）
6. ブルー・リズム（英語版）（1931年）
7. バーンヤード・ブロードキャスト（英語版）（1931年）
8. ビーチパーティー（英語版）（1931年）
9. バーンヤード・オリンピック（英語版）（1932年）
10. ミッキー一座（英語版）（1932年）
11. ミッキーのフーピー・パーティー（英語版）（1932年）
12. タッチダウン・ミッキー（英語版）（1932年）
13. ミッキーの脱線芝居（英語版）（1933年）
14. ミッキーの名優オンパレード（英語版）（1933年）
15. キャンプ・アウト（英語版）（1934年）
16. ミッキーの芝居見物（1934年）
17. ミッキーの大演奏会（1935年）
18. ミッキーのアイス・スケート（1935年）
19. ミッキーのグランド・オペラ（1936年）
20. ミッキーの芝居見物（1941年／リメイク版）
21. ミッキーの誕生日（1942年）
22. ミッキーのオーケストラ（1942年）
23. オール・トゥギャザー（英語版）（1942年）
24. ミッキーのクリスマスキャロル（1983年）
25. ロジャー・ラビット（1988年）
26. ミッキーの王子と少年（1990年）
27. ミッキーのミニー救出大作戦（2013年）

#### 単独出演
1. フォックス・チェイス（英語版）（1928年）
2. ミッキーの浮かれ音楽団（英語版）（1929年）
3. カクタス・キッド（英語版）（1930年）
4. ファイヤー・ファイターズ（英語版）（1930年）
5. ドナルドのキツネ狩り（1938年）

## コミック
ホーレス・ホースカラーは、1930年4月3日にミッキーマウスのコミックシリーズで初登場した。脇役として登場することがほとんどだが、ヨーロッパのコミックブックでは数多くの作品で主役を務めている。これらの作品では、ミッキーの冒険に同行したり、クララベル・カウの愛人や婚約者として描かれるなど、他のコミックよりも大きな役割を果たしている。1931年と1932年に描かれたストーリーでは、クララベルとホーレスが婚約していたが、クララベルが一時的にグーフィーと関係を持ったこともあり、最終的に二人が結ばれることはなかった。
2003年から2008年にかけて、ホーレスを主役にしたヨーロッパ製のコミックが、アメリカのジェムストーン社から出版された。以下は主な作品のリストである。
- バンガローの王様（ウォルト・ディズニー・コミックス＆ストーリーズ（英語版）635話／2003年）
- 世界一のホレース（ウォルト・ディズニー・コミックス＆ストーリーズ641話／2004年）
- ホーレスの秘密のヘルパー（ミッキーマウス266話／2004年）
- ホーレスの苦悩（ミッキーマウス268話,／2004年）
- クララベル・バギーの運転（ウォルト・ディズニー・コミックス＆ストーリーズ651話／2004年）
- 失態バスに乗り込もう（ウォルト・ディズニー・コミックス＆ストーリーズ652話／2005年）
- ブロックヘッズ（ウォルト・ディズニー・コミックス＆ストーリーズ656話／2005年）
- ハイ・ホーレス（ウォルト・ディズニー・コミックス＆ストーリーズ692話／2008年）
- 欺くより与える方がよい（クリスマス・パレード（英語版）5話／2008年）

これらのコミックはデンマークで制作されたが、脚本はアメリカのステファン・ペトルチャ、サラ・キニー、ドン・マークスタインによって執筆された。

## ゲーム
ホーレス・ホースカラーは、2000年に発売されたNINTENDO 64用ソフト『ダンス・ダンス・レボリューション ディズニー・ダンシング・ミュージアム』で、レゲエ曲「太陽の楽園」のDJとして登場した。この際、ドレッドヘアのかつらをかぶり、カリビアン風の衣装を着用していた。
『キングダム ハーツII』では、タイムレス・リバーの世界でクララベル・カウやクララ・クラックなどのキャラクターとともに市民の一人としてカメオ出演している。また、『キングダム ハーツ バース バイ スリープ』ではディズニー・タウンの住人として登場した。このほか、『ミッキーのアルティメット・チャレンジ』や『ランド・オブ・イリュージョン』にも登場している。
ホーレスは『ディズニー TH！NK ファスト』でプレイアブルキャラクターとして使用可能である。
『ディズニー エピックミッキー 〜ミッキーマウスと魔法の筆〜』および『ディズニー エピックミッキー2:二つの力』では主要キャラクターとして登場し、ウェイストランドに到着後、私立探偵となった。これらのゲーム内でホーレスはミッキーに多くのクエストを提供しており、その中にはクララベルとの関係を進展させるものも含まれている。
2016年には、ミッキー＆フレンズをテーマにしたアンロック可能なプレイアブルキャラクターとしてクララベルとともに『ディズニー・クロッシー・ロード』に登場した。

## ディズニー・パーク
2006年9月から2008年9月まで、ホーレス・ホースカラーはクララベル・カウとともに、ウォルト・ディズニー・ワールドのマジック・キングダムにあるタウン・スクエアでのグリーティングに登場していた。また、メインストリートで行われた「ファミリー・ファン・デー・パレード」にも参加している。しかし、このイベントが終了して以降、ホーレスが登場する機会は「ミッキーのブー・トゥ・ユー・ハロウィーン・パレード」や「ミッキーのワンス・アポン・ア・クリスマスタイム・パレード」、その他の特別イベントに限られるようになった。
東京ディズニーランドでは、ホーレスはパレードやショー、トゥーンタウンでのグリーティングなどに登場している。2023年9月にスタートしたステージショー「ザ・ダイヤモンド・バラエティマスター」では、クララベルとともにアメリカンバラエティショーを開催する役柄を務めている。
アナハイムのディズニーランドでは、「キャラクター・ファン・デイズ・ウィークエンド」の一環として、ホーレスがクララベルとともにグリーティングに初登場した。

## キャスト

### 英語版
- ピント・コルヴィッグ（1932年）

- ビリー・ブレッチャー（英語版）（1933年）
- ビル・ファーマー（1990年 - 現在）

### 日本語吹替版
- 阪脩（1990年／『ミッキーの王子と少年』）
- 伊井篤史（2002年 - 2013年／『ハウス・オブ・マウス』～『ディズニー エピックミッキー2:二つの力』）
- 魚建（2017年 - 現在／『ミッキーマウスとロードレーサーズ』～）

## その他
- 初期の作品において、ホーレス・ホースカラーは主にいななき声や笑い声のみで表現されていたが、1980年代以降、セリフのある役が増えていった。
- 東京ディズニーランド内のトゥーンタウンでは、「ホーレス・ホースカラー・ジム」という名のジムを経営している設定となっている。